# Рыбчевице (гмина)
Рыбчевице (пол. Rybczewice) — сельская гмина (волость) в Польше, входит как административная единица в Свидникский повет (Люблинское воеводство), Люблинское воеводство. Население — 3999 человек (на 2004 год).

## Сельские округа
1. Базар
2. Хоины
3. Ченстоборовице
4. Издебно
5. Издебно-Колёня
6. Пиляшковице-Друге
7. Пиляшковице-Первше
8. Подиздебно
9. Рыбчевице-Друге
10. Рыбчевице-Первше
11. Стрыйно-Первше
12. Стрыйно-Друге
13. Стрыйно-Колёня
14. Выгнановице
15. Зыгмунтув

## Соседние гмины
1. Гмина Файславице
2. Гмина Гожкув
3. Гмина Кшчонув
4. Гмина Лопенник-Гурны
5. Гмина Пяски
6. Гмина Жулкевка